# Dexia fulvifera
Dexia fulvifera là một loài ruồi trong họ Tachinidae.